# 押送船

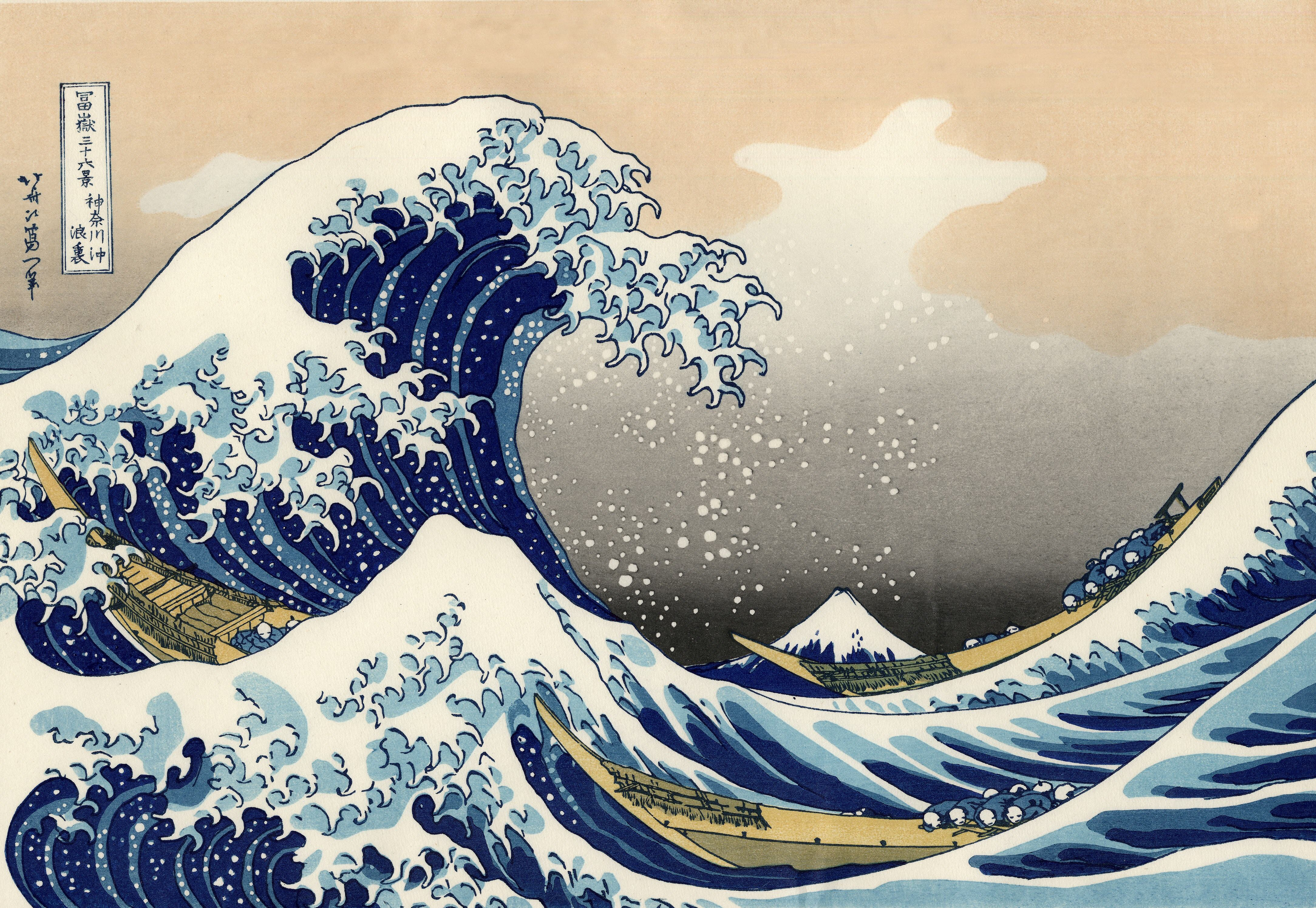
浮世絵に描かれた押送船。（葛飾北斎 『冨嶽三十六景 神奈川沖浪裏』）

押送船（おしおくりぶね、おしょくりぶね）とは、江戸時代の日本で用いられた和船の一種。

## 概要
帆走・漕走併用の小型の高速船で、江戸周辺で漁獲された鮮魚類を江戸へ輸送するために使用された。1803年（享和3年）には、江戸周辺で64隻が運用中だったとの記録がある。
高速航行を行うために、細長い船体と鋭くとがった船首を持つのが特徴である。1813年の史料によると、全長38尺5寸（11.7m）・幅8尺2寸（2.5m）・深さ3尺（0.9m）の船体で、3本の着脱式のマストと7丁の艪を備えていた。また、一般の帆走船では艪を使用するのは無風時に限られるのに対し、押送船では常に艪も使って漕走した。押送船の名は、この漕走を重視した航法に由来する。
押送船は東京湾などを航行する海船であるが、積荷を魚問屋へ陸揚げするために江戸市中の河岸までも進入するので、法的には川船役所の監督下に置かれた。他方、積荷の鮮度を保つために、江戸へ入る船舶を監視する浦賀番所で検査を受けずに通航できる特権が与えられていた。
押送船は、その高速性能を買われて、浦賀奉行所などの警備船としても使用された。1847年（弘化4年）には、7隻の押送船が浦賀奉行所に配備されていた。黒船来航時にも警備に出動し、アメリカ艦の艦載カッターを上回る高速性能を発揮した。

## 関連文献
- 胡桃沢勘司「東海の押送船」『交通史研究』第59巻、交通史学会、2006年、3-16頁、doi:10.20712/kotsushi.59.0_3。